# Vilanova de Segrià
Vilanova de Segrià község Spanyolországban, Lleida tartományban. Vilanova de Segrià Alguaire, La Portella, Corbins, Benavent de Segrià, Rosselló és Torrefarrera községekkel határos. Lakosainak száma 1065 fő (2024).

## Népesség
A település népessége az utóbbi években az alábbiak szerint változott:
| Lakosok száma | 36   | 564  | 655  | 733  | 689  | 765  | 845  | 930  | 977  | 1065 |
|               | 1717 | 1887 | 1936 | 1960 | 1986 | 2004 | 2009 | 2014 | 2019 | 2024 |